# احتمال فراوانی‌گرا

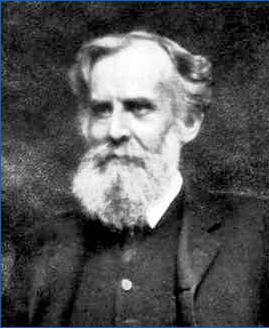
جان ون، که در کتاب خود به نام منطق شانس (۱۸۶۶) توضیح کاملی از احتمال فراوانی‌گرا ارائه کرد.

احتمال فراوانی‌گرا یا فراوانی‌گرایی تفسیری از احتمال است؛ که احتمال یک رویداد را به عنوان حد فراوانی نسبی آن در آزمایش‌های بسیاری تعریف می‌کند. احتمالات را می‌توان در اصل با یک فرایند عینی تکرارپذیر یافت. با این حال، استفاده مداوم از روش‌های فراوانی‌گرا در استنتاج علمی زیر سؤال رفته‌است.
توسعه گزارش فراوانی‌گرا ناشی از مشکلات و پارادوکس‌های دیدگاه غالب قبلی، یعنی تفسیر کلاسیک بود. در تفسیر کلاسیک، احتمال بر اساس اصل بی‌تفاوتی، بر اساس تقارن طبیعی یک مسئله تعریف می‌شود؛ بنابراین، به عنوان مثال، احتمال تاس‌بازی از متقارن بودن ۶ وجهی مکعب ناشی می‌شود. مشکل اساسی این تفسیر کلاسیک برخورد با هر مشکل آماری بود که هیچ تقارن طبیعی برای استدلال ندارد.

## تعریف
در تفسیر فراوانی‌گرا، احتمالات تنها زمانی مورد بحث قرار می‌گیرند که با آزمایش‌های تصادفی کاملاً تعریف شده سروکار داشته باشیم. مجموعه تمام نتایج ممکن یک آزمایش تصادفی، فضای نمونه آزمایش نامیده می‌شود. یک رویداد به عنوان زیرمجموعه خاصی از فضای نمونه تعریف می‌شود. برای هر رویداد معین، تنها یکی از دو احتمال ممکن است وجود داشته باشد: رخ دهد یا ندهد. فراوانی نسبی وقوع یک رویداد، که در تعدادی از تکرارهای آزمایش مشاهده می‌شود، معیاری برای سنجش احتمال آن رویداد است. این مفهوم اصلی احتمال در تفسیر فراوانی‌گرا است.
ادعای رویکرد فراوانی‌گرا این است که، با افزایش تعداد آزمایش‌ها، تغییر در فراوانی نسبی کاهش می‌یابد. از این رو، می‌توان یک احتمال را به عنوان مقدار محدود کننده فراوانی‌های نسبی مربوط مشاهده کرد.

## محدوده
تفسیر فراوانی‌گرا یکی از چندین رویکرد فلسفی برای تعریف و استفاده از احتمالات است و مدعی نیست که تمام معانی ضمنی مفهوم «احتمال» را در گفتار محاوره‌ای زبان‌های طبیعی در بر می‌گیرد.
به عنوان یک تفسیر، با اصل موضوعی ریاضی نظریه احتمال در تضاد نیست، بلکه برای نحوه اعمال نظریه احتمالات ریاضی در موقعیت‌های دنیای واقعی راهنمایی ارائه می‌دهد. در ساخت و طراحی آزمایش‌های عملی راهنمایی‌های متمایزی ارائه می‌کند، به‌ویژه زمانی که با تفسیر بیزی در تضاد باشد. در مورد اینکه آیا این راهنمایی مفید است یا در جهت تفسیر نادرست است، منشأ اختلاف بوده‌است. به خصوص زمانی که تفسیر فراوانی احتمال به اشتباه تنها مبنای ممکن برای استنتاج فراوان‌گرا فرض شود؛ بنابراین، برای مثال، فهرستی از تفسیرهای نادرست از معنای پی-مقدار همراه با مقاله مربوط به p-values است. اختلافات در مقاله آزمون فرض آماری به تفصیل آمده‌است.
همان‌طور که ویلیام فلر اشاره کرد:
در سیستم ما جایی برای حدس و گمان در مورد احتمال طلوع خورشید فردا وجود ندارد. قبل از صحبت در مورد آن، باید بر روی یک مدل ایده‌آل شده توافق کنیم که احتمالاً در امتداد خطوطی قرار می‌گیرد که «از بین بی‌نهایت جهان‌ها، یکی به‌طور تصادفی انتخاب می‌شود». تصور کمی برای ساختن چنین مدلی لازم است، اما به نظر می‌رسد هم بی‌جا و هم بی‌معنی است.
نظر فلر انتقاد از پیر سیمون لاپلاس بود که راه حلی برای مشکل طلوع خورشید با استفاده از تفسیر احتمال جایگزین منتشر کرد. علی‌رغم رفع دعوی صریح و فوری لاپلاس در منبع، بر اساس تخصص در نجوم و همچنین احتمال، دو قرن انتقاد به دنبال داشته‌است.

## تاریخ
دیدگاه فراوان‌گرا ممکن است توسط ارسطو، در بلاغت، پیش‌بینی شده باشد، زمانی که او نوشت:
احتمال آن چیزی است که در بیشتر موارد اتفاق می‌افتد.
پواسون در سال ۱۸۳۷ به وضوح بین احتمالات عینی و ذهنی تمایز قائل شد. به زودی پس از آن، انبوهی از انتشارات تقریباً همزمان توسط میل، الیس ("درمورد مبانی نظریه احتمالات" و «اشاره به اصول بنیادی نظریه احتمالات»)، کورنو و فریس، دیدگاه فراوانی‌گرا را معرفی کردند. دو دهه بعد، ون توضیح کاملی در کتاب منطق شانس ارائه کرد. این دیدگاه بعدها بیشتر توسط انتشارات بول و برتراند پشتیبانی شد. در پایان قرن نوزدهم، تفسیر فراوانی‌گرا به خوبی تثبیت شد و در علوم غالب بود. نسل بعدی ابزارهای آمار استنباطی کلاسیک (آزمون معناداری، آزمون فرض و بازه اطمینان) را بر اساس احتمال فراوانی‌گرا ایجاد کرد.
ژاکوب برنولی (هم‌چنین به عنوان جیمز یا ژاک شناخته می‌شود) مفهوم احتمال فراوانی‌گرا را درک کرد و یک اثبات انتقادی (قانون ضعیف اعداد بزرگ) پس از مرگ در سال ۱۷۱۳ از او منتشر شد.
یک قرن بعد یعنی یک نسل قبل از پواسون گاوس و لاپلاس، از احتمال فراوانی‌گرا در مشتقات روش حداقل مربعات استفاده کردند. لاپلاس احتمال‌های اظهارات، جداول مرگ و میر، احکام دادگاه‌ها و غیره را در نظر گرفت که در احتمال کلاسیک بعید هستند. در این دیدگاه، سهم پواسون انتقاد شدید او از تفسیر احتمالی جایگزین «معکوس» (ذهنی، بیزی) بود. هر انتقادی از سوی گاوس و لاپلاس بی‌صدا و ضمنی بود. (مشتقات بعدی آنها از احتمال معکوس استفاده نکردند)
مشارکت کنندگان عمده در آمارهای کلاسیک در اوایل قرن بیستم فیشر، نیمن و پیرسون بودند. فیشر در بیشتر آمار مشارکت داشت و آزمون معناداری را به هسته علوم تجربی تبدیل کرد، اگرچه او از مفهوم فراوان‌گرایانه «نمونه‌گیری مکرر از جمعیت یکسان» انتقاد داشت (روبین، 2020). نیمن بازه‌های اطمینان را فرموله کرد و سهم زیادی در آزمون فرض داشت. نیمن و پیرسون در ایجاد آزمون فرض همکاری کردند. همه برای عینی بودن ارزش قائل بودند، بنابراین بهترین تفسیری که از احتمال در دسترس آنها بود، فراوان‌گرایی بود. همه به «احتمال معکوس» (جایگزین موجود) مشکوک بودند و احتمالات قبلی با استفاده از اصل بی‌تفاوتی انتخاب شده بودند. فیشر گفت، «... نظریه احتمال معکوس بر اساس یک خطا، (اشاره به قضیه بیز) است و باید به طور کامل رد شود.» (برگرفته از روشهای آماری برای پژوهشگران). در حالی که نیمن یک فراوان‌گرای خالص بود، دیدگاه فیشر در مورد احتمال منحصر به فرد بود. هر دو دیدگاه متفاوتی از احتمال داشتند. فون میزس ترکیبی از حمایت‌های ریاضی و فلسفی را برای فراوان‌گرایی در آن دوران ارائه کرد.

## ریشه‌شناسی
با توجه به فرهنگ لغت انگلیسی آکسفورد، اصطلاح «فراوانی‌گرا» برای اولین بار توسط ام.جی. کندال در سال ۱۹۴۹ برای تضاد با بیزی‌ها، که او آن‌ها را «غیر فراوانی‌گرا» نامید، استفاده شد. او مشاهده کرد:
۳ .... به‌طور کلی ممکن است دو نگرش اصلی را از هم متمایز کنیم. یکی احتمال را به‌عنوان «درجه‌ای از باور عقلانی» یا ایده‌ای مشابه در نظر می‌گیرد… دومی احتمال را برحسب فراوانی وقوع رویدادها، یا با نسبت در «جمعیت‌ها» یا «جمع‌ها» تعریف می‌کند. (ص ۱۰۱)
. . .
۱۲. ممکن است تصور شود که تفاوت‌های بین فراوانی‌گراها و غیر فراوانی‌گراها (اگر بتوانم آنها را چنین بنامم) تا حد زیادی به دلیل تفاوت‌های حوزه‌هایی است که آنها مدعی پوشش آن هستند. (ص ۱۰۴)
. . .
من تأکید می‌کنم که اینطور نیست . . . تمایز اساسی بین فراوانی‌گراها و غیر فراوانی‌گراها به نظر من این است که اولی، در تلاش برای اجتناب از هر چیز مؤثر در مورد عقاید، در پی تعریف احتمال بر اساس ویژگی‌های عینی یک جمعیت واقعی یا فرضی است. در حالی که دومی این کار را نمی‌کند.
«تئوری فراوانی احتمال» یک نسل قبل به عنوان عنوان فصل در کینز (۱۹۲۱) استفاده شد.
توالی تاریخی: مفاهیم احتمال معرفی شدند و بسیاری از ریاضیات احتمالات (قبل از قرن بیستم) استخراج شدند، روش‌های استنتاج آماری کلاسیک توسعه یافتند، پایه‌های ریاضی احتمالات مستحکم شدند و اصطلاحات فعلی معرفی شدند (همه در قرن بیستم). منابع تاریخی اولیه در احتمالات و آمار از اصطلاحات فعلی احتمال کلاسیک، ذهنی (بیزی) و فراوانی‌گرا استفاده نکرده‌اند.

## دیدگاه‌های جایگزین
نظریه احتمال شاخه‌ای از ریاضیات است. در حالی که ریشه‌های آن به قرن‌ها قبل می‌رسد، با قواعد آندری کولموگروف در سال ۱۹۳۳ به بلوغ رسید. تئوری به جای تخصیص اولیه مقادیر، بر عملیات معتبر روی مقادیر احتمال تمرکز دارد. ریاضیات تا حد زیادی مستقل از هر گونه تفسیری از احتمال است.
کاربردها و تفسیرهای احتمال مورد توجه فلسفه، علوم و آمار است. همه به استخراج دانش از مشاهدات علاقه‌مند هستند - استدلال استقرایی. تفاسیر متفاوتی وجود دارد. همه مشکل دارند. تفسیر فراوانی‌گرا مشکلات تفسیر کلاسیک را حل می‌کند، مانند هر مشکلی که در آن تقارن طبیعی نتایج مشخص نیست؛ اما به مسائل دیگر مانند کتاب هلندی نمی‌پردازد.
- احتمال کلاسیک، احتمالات را بر اساس تقارن ایده‌آل فیزیکی (تاس، سکه، کارت) به‌دست می‌آورد. تعریف کلاسیک در معرض خطر دایره‌ای است؛ احتمالات با فرض برابری احتمالات تعریف می‌شوند. در غیاب تقارن، کاربرد تعریف محدود است.
- احتمال ذهنی (بیزی) (خانواده‌ای از تفاسیر متضاد) درجاتی از اعتقاد را در نظر می‌گیرد. تمام تفاسیر احتمالی عملی «ذهنی» چنان به عقلانیت محدود می‌شوند که از اکثر ذهنیت‌ها اجتناب می‌کنند. کاربردهای دیگر بیزی‌گرایی در علم (مثلاً بیزی‌گرایی منطقی) ذهنیت ذاتی بسیاری از مطالعات و موضوعات علمی را در بر می‌گیرد و از استدلال بیزی برای قرار دادن مرزها و زمینه‌ها بر تأثیر ذهنیت‌ها بر همه تحلیل‌ها استفاده می‌کند.[۱۶] ریشه‌های تاریخی این مفهوم به چنین کاربردهای غیر عددی به عنوان شواهد قانونی گسترش یافته‌است.
- احتمال تمایل، به عنوان یک پدیده علّی و نه صرفاً توصیفی یا ذهنی به احتمال نگاه می‌کند.[۱۵]